# Antonio Castro Leal
Antonio Castro Leal (San Luis Potosí, 2 maart 1896 - Mexico-Stad, 7 januari 1981) was een Mexicaans jurist.
Castro studeerde rechtsgeleerdheid aan de Nationale Autonome Universiteit van Mexico (UNAM) en haalde een doctorstitel aan de Universiteit van Georgetown. Castro Leal was rector van de UNAM in 1929 toen na een studentenstaking universitaire autonomie werd toegekend, waarna hij opstapte. In 1934 opende hij als directeur van het departement der schone kunsten het Paleis voor Schone Kunsten in Mexico-Stad. Van 1949 tot 1950 was hij ambassadeur van Mexico in Frankrijk en vervolgens was hij lid van het bestuur van UNESCO. In 1954 keerde hij terug naar Mexico en zat van 1958 tot 1961 in de Kamer van Afgevaardigden. Hij woonde in Coyoacán tot zijn dood in 1981.
Castro geldt als een van de zeven wijzen van Mexico.